# U-176
| U-176                                                                                                | U-176 | U-176 |
| --- | --- | --- |
| U 176                                                                                                | | |
| | | |
| Зображення підводного човна U-505, однотипного з U-176                                               | | |
| Верф                                                                                                 | Deutsche Schiff- und Maschinenbau, AG Weser, Бремен | Deutsche Schiff- und Maschinenbau, AG Weser, Бремен |
| Під прапором                                                                                         | Третій Рейх | Третій Рейх |
| Належність                                                                                           | Крігсмаріне | Крігсмаріне |
| Порт приписки                                                                                        | Штеттін Кіль Лор'ян | Штеттін Кіль Лор'ян |
| Замовлення                                                                                           | 23 грудня 1939 | 23 грудня 1939 |
| Закладений                                                                                           | 6 лютого 1941 | 6 лютого 1941 |
| Спуск на воду                                                                                        | 12 вересня 1941 | 12 вересня 1941 |
| Введений до складу флоту                                                                             | 15 грудня 1941 | 15 грудня 1941 |
| На службі                                                                                            | 1941—1943 | 1941—1943 |
| Загибель                                                                                             | 15 травня 1943 року знищений кубинським мисливцем за підводними човнами CS-13                                                                                              | 15 травня 1943 року знищений кубинським мисливцем за підводними човнами CS-13                                                                                              |
| Бойовий досвід                                                                                       | Друга світова війна Битва за Атлантику Кампанія в Карибському морі | Друга світова війна Битва за Атлантику Кампанія в Карибському морі |
| Проєкт                                                                                               | | |
| Тип ПЧ                                                                                               | великий океанський торпедний ДПЧ | великий океанський торпедний ДПЧ |
| Основні характеристики                                                                               | | |
| Швидкість (надводна)                                                                                 | 18,2 вузла (33,7 км/год) | 18,2 вузла (33,7 км/год) |
| Швидкість (підводна)                                                                                 | 7,3 (13,5 км/год) | 7,3 (13,5 км/год) |
| Робоча глибина занурення                                                                             | 100 м | 100 м |
| Гранична глибина занурення                                                                           | 230 м | 230 м |
| Дальність плавання                                                                                   | 64 милі (119 км) км на швидкості 4 вузли (7,4 км/год) (у підводному положенні) 13 450 морських миль (24 910 км на швидкості 10 вузлів (19 км/год) (у надводному положенні) | 64 милі (119 км) км на швидкості 4 вузли (7,4 км/год) (у підводному положенні) 13 450 морських миль (24 910 км на швидкості 10 вузлів (19 км/год) (у надводному положенні) |
| Екіпаж                                                                                               | 48 офіцерів та матросів | 48 офіцерів та матросів |
| Розміри                                                                                              | | |
| Довжина найбільша (по КВЛ)                                                                           | 76,76 м | 76,76 м |
| Ширина корпусу найб.                                                                                 | 6,76 м | 6,76 м |
| Висота                                                                                               | 9,6 м | 9,6 м |
| Середня осадка (по КВЛ)                                                                              | 4,7 м | 4,7 м |
| Водотоннажність надводна                                                                             | 1 120 т | 1 120 т |
| Силова установка                                                                                     | | |
| Дизель-електрична: 2 дизельні двигуни MAN M 9 V 40/46 2 електродвигуни Siemens-Schuckert 2 GU 345/34 | | |
| Гвинти                                                                                               | 2 | 2 |
| Потужність                                                                                           | 2 × 2200 к.с. (дизелі) 2 × 740 к.с. (електродвигуни) | 2 × 2200 к.с. (дизелі) 2 × 740 к.с. (електродвигуни) |
| Озброєння                                                                                            | | |
| Артилерія                                                                                            | 1 × 105-мм палубна гармата SK C/32 | 1 × 105-мм палубна гармата SK C/32 |
| Торпедно- мінне озброєння                                                                            | 4 носових і 2 кормових ТА; 22 торпеди або 44 міни TMA чи 66 TMB | 4 носових і 2 кормових ТА; 22 торпеди або 44 міни TMA чи 66 TMB |
| ППО                                                                                                  | 1 × 37-мм зенітна гармата SKC/30 2 (1 × 2) × 20-мм зенітні гармати FlaK 30                                                                                                 | 1 × 37-мм зенітна гармата SKC/30 2 (1 × 2) × 20-мм зенітні гармати FlaK 30                                                                                                 |

U-176 — німецький великий океанський підводний човен типу IXC, що входив до складу Військово-морських сил Третього Рейху за часів Другої світової війни. Закладений 6 лютого 1941 року на верфі Deutsche Schiff- und Maschinenbau, AG Weser у Бремені під будівельним номером 1016. Спущений на воду 12 вересня 1941 року, а 15 грудня 1941 року корабель увійшов до складу ВМС нацистської Німеччини. Єдиним командиром човна був корветтен-капітан Райнер Дірксен.

## Історія служби
U-176 належав до серії німецьких підводних човнів типу IXC, великих океанських човнів, призначених діяти на морських комунікаціях противника на далеких відстанях у відкритому океані. Човнів цього типу випущено 54 одиниці і вони дуже успішно та результативно проявили себе в ході бойових дій в Атлантиці. 15 грудня 1941 року U-176 розпочав службу у складі 4-ї навчальної флотилії, а з 1 серпня 1942 року переведений до бойового складу 10-ї флотилії ПЧ Крігсмаріне. З липня 1942 року і до травня 1943 року U-176 здійснив 3 бойових походи в Атлантичний океан, в яких провів 216 днів. Човен потопив 11 торгових суден (53 307 GRT).
15 травня 1943 року у третьому бойовому поході U-176 був виявлений у Флоридській протоці північно-східніше Гавани американським летючим човном OS2U «Кінгфішер» і атакований глибинними бомбами кубинського мисливця за підводними човнами CS-13. Внаслідок ураження човен затонув з усіма членами екіпажу на борту.

## Перелік уражених U-176 суден у бойових походах
| №                                                            | Дата              | Командир ПЧ           | Назва           | Тип                | Належність          | Водотоннажність (брт) | Вантаж | Конвой         | Результат та координати                                                | Наслідки атаки для екіпажу      | Прим. |
| ------------------------------------------------------------ | ----------------- | --------------------- | --------------- | ------------------ | ------------------- | --------------------- | --- | -------------- | ---------------------------------------------------------------------- | ------------------------------- | ----- |
| Перший похід (21.07—02.10.1942, 74 доби; Кіль—Лор'ян)        |                   |                       |                 |                    |                     |                       | |                |                                                                        |                                 |       |
| 1                                                            | 4 серпня 1942     | Kptlt. Райнер Дірксен | Richmond Castle | суховантажне судно | Велика Британія     | 7 798                 | 5250 тонн мороженого м'яса                                                                                |                | потоплено 50°25′ пн. ш. 35°05′ зх. д. / 50.417° пн. ш. 35.083° зх. д.  | 64 (14 загинули та 50 вціліли)  |       |
| 2                                                            | 8 серпня 1942     | Kptlt. Райнер Дірксен | Kelso           | суховантажне судно | Велика Британія     | 3 956                 | 4618 тонн генеральних вантажів, у тому числі 2000 тонн боєприпасів                                        | Конвой SC 94   | потоплено 56°30′ пн. ш. 32°14′ зх. д. / 56.500° пн. ш. 32.233° зх. д.  | 44 (3 загинули та 41 вцілілий)  |       |
| 3                                                            | 8 серпня 1942     | Kptlt. Райнер Дірксен | Mount Kassion   | суховантажне судно | Грецьке королівство | 7 914                 | 9700 тонн генеральних вантажів                                                                            | Конвой SC 94   | потоплено 56°30′ пн. ш. 32°14′ зх. д. / 56.500° пн. ш. 32.233° зх. д.  | 54 (усі вижили)                 |       |
| 4                                                            | 8 серпня 1942     | Kptlt. Райнер Дірксен | Trehata         | суховантажне судно | Велика Британія     | 4 817                 | 3000 тонн сталі, 1000 тонн промислових товарів і 3000 тонн продуктів харчування, включаючи смалець та сир | Конвой SC 94   | потоплено 56°30′ пн. ш. 32°14′ зх. д. / 56.500° пн. ш. 32.233° зх. д.  | 56 (31 загиблий та 25 вцілілих) |       |
| 5                                                            | 9 серпня 1942     | Kptlt. Райнер Дірксен | Radchurch       | суховантажне судно | Велика Британія     | 3 701                 | Залізна руда                                                                                              | Конвой SC 94   | потоплено 56°15′ пн. ш. 32°00′ зх. д. / 56.250° пн. ш. 32.000° зх. д.  | 42 (2 загинули та 40 вцілілі)   |       |
| 6                                                            | 25 серпня 1942    | Kptlt. Райнер Дірксен | Empire Breeze   | суховантажне судно | Велика Британія     | 7 457                 | баласт | Конвой ONS 122 | потоплено 49°22′ пн. ш. 35°52′ зх. д. / 49.367° пн. ш. 35.867° зх. д.  | 49 (1 загиблий та 48 вцілілих)  |       |
| Другий похід (09.11.1942—18.02.1943, 102 дні; Лор'ян—Лор'ян) |                   | Kptlt. Райнер Дірксен |                 |                    |                     |                       | |                |                                                                        |                                 |       |
| 7                                                            | 27 листопада 1942 | Kptlt. Райнер Дірксен | Polydorus       | суховантажне судно | Нідерланди          | 5 922                 | 8657 тонн військових запасів, у тому числі 1500 тонн боєприпасів                                          | Конвой ON 145  | потоплено 09°01′ пн. ш. 25°38′ зх. д. / 9.017° пн. ш. 25.633° зх. д.   | 81 (1 загиблий та 80 вцілілих)  |       |
| 8                                                            | 13 грудня 1942    | Kptlt. Райнер Дірксен | Scania          | суховантажне судно | Швеція              | 1 629                 | 1000 тонн солоних шкур, 1200 тонн вовни і 50 тонн солоних шкур у бочках                                   |                | потоплено 01°36′ пн. ш. 32°22′ зх. д. / 1.600° пн. ш. 32.367° зх. д.   | 25 (усі вижили)                 |       |
| 9                                                            | 16 грудня 1942    | Kptlt. Райнер Дірксен | Observer        | суховантажне судно | Велика Британія     | 5 881                 | 3000 тонн хромової руди                                                                                   |                | потоплено 05°30′ пд. ш. 31°00′ зх. д. / 5.500° пд. ш. 31.000° зх. д.   | 81 (66 загинуло та 15 вціліло)  |       |
| Третій похід (06.04—15.05.1943, 40 днів; Лор'ян—загибель)    |                   | Kptlt. Райнер Дірксен |                 |                    |                     |                       | |                |                                                                        |                                 |       |
| 10                                                           | 13 травня 1943    | Kptlt. Райнер Дірксен | Mambi           | танкер             | Куба                | 1 983                 | баласт | Конвой NC 18   | потоплений 21°25′ пн. ш. 76°40′ зх. д. / 21.417° пн. ш. 76.667° зх. д. | 34 (23 загинуло та 11 вціліло)  |       |
| 11                                                           | 13 травня 1943    | Kptlt. Райнер Дірксен | Nickeliner      | танкер             | США                 | 2 249                 | 3400 тонн аміачної води                                                                                   | Конвой NC 18   | потоплений 21°25′ пн. ш. 76°40′ зх. д. / 21.417° пн. ш. 76.667° зх. д. | 31 (усі вижили)                 |       |